# Tinkerforge
Tinkerforge ist eine Plattform von verschiedenen aufeinander steckbaren Mikrocontrollerbausteinen (Bricks), die verschiedene Module (Bricklets) ansteuern können. Außerdem können die Bausteine durch Erweiterungen (Master Extensions) erweitert werden. Die Hardware lässt sich mithilfe von APIs (API Bindings), die in einer Vielzahl von Programmiersprachen implementiert sind, oder direkt mit TCP/IP über eine USB-Verbindung (unter Windows, Linux oder Mac OS X), über WLAN (mit WIFI Master Extension) oder über LAN (mit Ethernet Master Extension) ansteuern. Dabei ist sowohl die Hardware als auch die Software Open Source.
Die Computerzeitschrift Chip zeichnete Tinkerforge 2012 als „Produkt des Jahres“ aus.

## Bricks

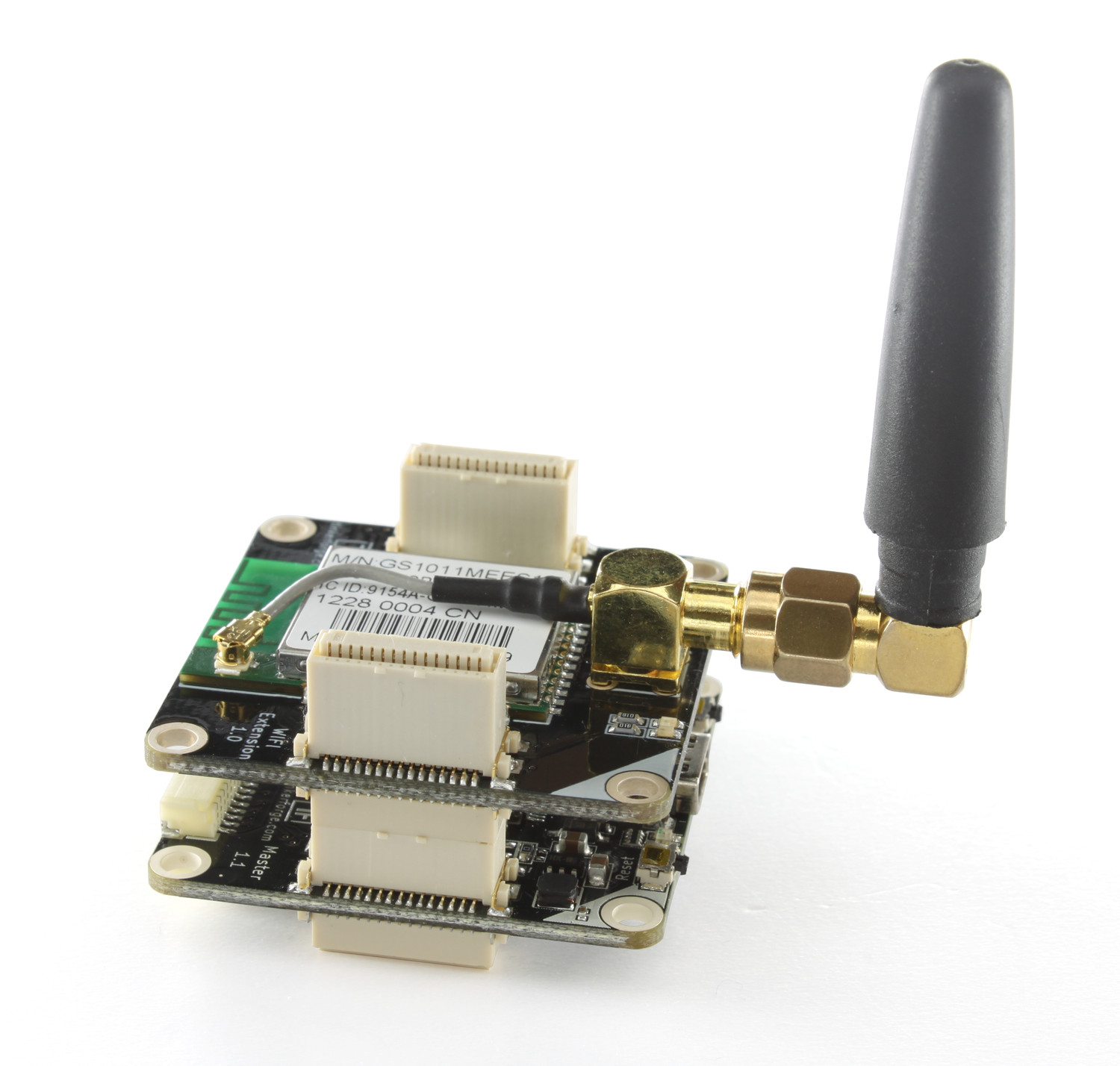
Master Brick mit WLAN-Extension

Bricks sind 4 × 4 cm große Platinen zur Auswertung von Messdaten, für die Kommunikation der Bausteine und zur Steuerung von Motoren. Jeder Brick besitzt einen 32-Bit ARM-Mikrocontroller, einen USB-Anschluss und Anschlüsse für weitere Bricks oder Bricklets.
Es ist möglich, mehrere Bricks zu einem Stapel zusammenzustecken, um so mehr Möglichkeiten zu erhalten. Für einen solchen Stapel wird zwingend ein Master benötigt.

## Bricklets
Bricklets sind Erweiterungen von Bricks. Sie stellen Mittel zur Ein- und Ausgabe von Daten zur Verfügung. Viele Bricklets sind Sensoren, es gibt aber auch LCD-Bricklets oder solche, die digitale Ein- und Ausgänge besitzen.

## Master Extensions
Master Extensions erweitern die Schnittstellen von Bricks. Sie haben, wie Bricks, eine Größe von 4 × 4 cm. Es gibt Erweiterungen für WLAN, Ethernet und RS485. Aus Programmierersicht sind die verschiedenen Kommunikationsmöglichkeiten transparent. Ein Stapel mit Master Extension verhält sich so als wären alle Bricks einzeln per USB am PC angeschlossen.

## API Bindings
- C/C++
- C#
- Go
- Java
- JavaScript
- LabVIEW
- Mathematica
- Matlab/Octave
- Object Pascal
- Perl
- PHP
- Python
- Ruby
- Shell
- VB.NET